# All Over Me
All Over Me (1997) är titeln på en film regisserad av Alex Sichel efter ett manus skrivet av Sylvia Sichel.

## Rollista (urval)
- Alison Folland - Claude
- Tara Subkoff - Ellen
- Cole Hauser - Mark
- Wilson Cruz - Jesse
- Leisha Hailey - Lucy
- Pat Briggs - Luke
- Ann Dowd - Anne
- Gene Canfield - Stewart
- Shawn Hatosy - Gus
- Vincent Pastore - Don
- David Lee Russek - Dave